# Великотърновска епархия
Великотърновска епархия е със седалище в град Велико Търново и архиерейски наместничества в Свищов, Никопол, Горна Оряховица, Габрово, Елена, Севлиево, Дряново и Павликени.

## История
Вижте също Търновска патриаршия.

### Изследвания
- Трифонов, Ю. Унищожаването на Търновската патриаршия и заместянето ѝ с автономно митрополитство-архиепископство. – Сборник за народни умотворения, наука и книжнина, 22 – 23, 1906 – 1907, 1 – 40.
- Тютюнджиев, Ив. Търновската митрополия през XV – XIX в. Велико Търново, 2007.
- Тютюнджиев, Ив. Търновският епископат XII – XXI век. Велико Търново, 2007.
- Вачев, Х. Резиденции, църкви и манастири в Търновската митрополия през XV – XVIII век. Велико Търново, 2012.
- Пенчева, Ж. Български православни храмове през Възраждането. Велико Търново, 2015.

## Търновски и Великотърновски митрополити
- Еремия (споменава се през август 1394 и в 1401 г.[1] или местоблюстител [в качеството си на молдовлахийски митрополит] от август 1394 до 1407/1408 г.)[2]
- Игнатий (1437 – 1463/4)[3]
- Герасим (споменат през януари 1467 г.)[4]
- Панкратий (споменат през октомври 1474 г.)[5]
- Теофил (споменат през 1527[6] и 1530[7] г.)
- Йоаким (споменат в 1556, 1558[8] и 1561[9] г.)
- Арсений (споменат през януари 1565-август 1567[10] и в 1573[11] г.)
- Дионисий Рали (1585 – 1600)
- Еремия (споменат през март 1602 г.)[12]
- Гавриил (споменаван от 1611 до 1622,[13] починал в 1626[14] г.)
- Макарий (избран на 18 април 1626, починал в 1646 г.)[15]
- Партений (~1639[16])
- Дионисий (избран на 23 август 1646, отстранен през януари 1650 г.)[17] Бивш халкидонски митрополит.
- Кирил (избран през март 1650, отстранен през януари 1653 г.)[18]
- Антим (избран в 1653 г.)[19]
- Дионисий (избран в 1654, починал в 1658 г.)[20]
- Герасим (избран на 23 ноември 1658, преместен на 14 август 1673 г.)[21]
- Езекил (избран на 16 август 1673, споменава се на 15 май 1687 г.)[22]. Бивш ловешки епископ.
- Атанасий (споменат през 1687[23] и март 1689, преместен в началото на 1692 г.[24]) Впоследствие патриарх Атанасий V Константинополски (1709 – 1711).
- Йосиф (споменат през март 1692 г.)[25]
- Теодосий (споменат през май 1697 г.)[26]
- Дионисий (споменат през 1707 г.[27], починал в 1714 г.[28])
- Йосиф (избран през 1714[29], отстранен в 1722[30] г.)[31] Автор на парафраза на Псалтира на новогръцки език, посветена на Йоасаф II Охридски.[32]
- Никифор (споменаван от 1722[33] до януари 1737[34] г.)
- Антим (споменат за пръв път през 1739[35], подал оставка през 1750[36] г.)
- Теофил (избран през януари 1751, починал в 1763 г.)[37]
- Партений (избран през 1763, преместен през 1769 г.)[38]
- Калиник (избран през януари 1770, починал в 1791 г.)[39]
- Матей (избран през декември 1791, напуснал епархията към 1797;[40] преизбран през февруари 1800[41], починал в 1802[42] г.)
- Филотей (избран през февруари 1797,[43] до януари 1800[44] г.). Бивш варненски митрополит.[45]
- Даниил (1802 – януари 1806 †), преди това ужички митрополит
- Макарий (избран през януари 1806, преместен през 1817[46] г.)
- Йоаникий (избран на 18 юни 1817, обесен от турците на 12 юни 1821 г.)[47]
- Иларион Критянин (избран през юни 1821, отстранен през 1827, върнат през ноември 1830, починал на 8 февруари 1838 г.)[48]
- Константий (избран на 25 януари 1827, до ноември 1830 г.)[49] Бивш кюстендилски митрополит.
- Панарет (избран през февруари 1838,[50] дошъл в Търново на 6 юни 1838,[51] отстранен в 1840 г.) Бивш панаирски борец, задигнал от олтарите светите чаши, за да ги претопи в прибори за трапезата си.[52]
- Неофит Византийски (избран на 26 април 1840, напуснал епархията към 1846, преизбран на 29 август 1848,[53] преместен през 1858 г.[54])
- Атанасий (избран на 26 юни 1846,[55] удавил се на 24 август 1848[56])
- Григорий Катрис (избран на 26 януари 1858,[57] напуснал на 14 март 1867[58])
- Иларион (Михайловски) (избран на 25 май 1872[59], до 4 юни 1875 г.)
- Климент (Друмев) (1884 – 1901)
- Антим (Кънчев) (1901 – 1914)
- Йосиф (Рафаилов) (1914 – 1918)
- Филип (Пенчев) (1920 – 1935)
- Софроний (Чавдаров) (1935 – 1961)
- Стефан (Стайков) (1962 – 1992)
- Григорий (Стефанов) (1994 –)

## Манастири

### Великотърновско архиерейско наместничество
- Арбанашки манастир „Успение на Св. Богородица“
- Арбанашки манастир „Св. Николай“
- Килифаревски манастир „Рождество Богородично“
- Къпиновски манастир „Св. Никола“
- Мердански манастир „Св. 40 мъченици“
- Патриаршески манастир „Св. Троица“
- Плаковски манастир „Св. Пророк Илия“
- Преображенският манастир „Св. Преображение Господне“
- Присовски манастир „Св. Архангел Михаил“
- Присовски манастир „Св. Пантелеймон“

### Габровско архиерейско наместничество
- Соколски манастир „Успение Богородично“

### Горнооряховско архиерейско наместничество
- Горнооряховски манастир „Св. Пророк Илия“
- Лясковски манастир „Св. св. Петър и Павел“ (Петропавловски манастир)

### Дряновско архиерейско наместничество
- Дряновски манастир „Св. Архангел Михаил“

### Еленско архиерейско наместничество
- Буйньовски манастир „Св. Пророк Илия“
- Марински манастир „Св. Преображение Господне“

### Свищовско архиерейско наместничество
- Свищовски манастир „Св. Ап. Петър и Павел“
- Свищовски манастир „Св. Богородица“

### Севлиевско архиерейско наместничество
- Батошевски манастир „Въведение Богородично“
- Батошевски манастир „Успение Богородично“

## Храмове

### Катедрален храм
- „Рождество на Пресвета Богородица“, Велико Търново

### Храмове по духовни околии
- Великотърновска духовна околия
- Габровска духовна околия
- Горнооряховска духовна околия
- Дряновска духовна околия
- Еленска духовна околия
- Никополска духовна околия
- Павликенска духовна околия
- Свищовска духовна околия
- Севлиевска духовна околия